# Machen Castle
Machen Castle (auch Castell Meredydd oder Maredudds Castle genannt) ist eine Burgruine im County Borough Caerphilly in Wales. Die als Scheduled Monument geschützte Ruine ist die einzige steinerne Burg in Gwent, die von den einheimischen walisischen Fürsten errichtet wurde.

## Geschichte
Die Burg wurde nach 1217 von Morgan ap Hywel, dem walisischen Lord von Caerleon errichtet, nachdem er Caerleon Castle verloren hatte. 1236 wurde sie von dem anglonormannischen Marcher Lord Gilbert Marshal erobert, der einige Ausbauten vornehmen ließ, sie dann jedoch auf Befehl König Heinrichs III. wieder an Morgan zurückgeben musste. Morgans Erbe und Nachfolger Maredudd ap Gruffudd ließ die Burg weiter ausbauen, doch 1266 wurde sie von dem Marcher Lord Gilbert de Clare erobert, als er die walisische Herrschaft Senghenydd besetzte. Mit dem Bau des nahen Caerphilly Castle wurde die kleine Burg bedeutungslos und verfiel.

## Anlage
Die Ruine liegt auf zwei heute mit Bäumen bestandenen Felsspitzen zwischen den Dörfern Upper und Lower Machen, etwa 5 km östlich der Stadt Caerphilly. Auf der östlichen Spitze befindet sich die Ruine eines kleinen runden Keeps, auf der größeren westlichen Anhöhe befand sich eine Wohnhalle. Diese Kernburg war durch einen tiefen Graben und eine Mauer von der großen, nördlich gelegenen Vorburg getrennt, die vermutlich unter Gilbert Marshal errichtet wurde. Die Burg war nur schwach befestigt und lag strategisch ungünstig, da sie von höherem Gelände im Norden eingesehen werden konnte.